# Christoph Holst
Christoph Holst (* 1986 in Siegburg) ist ein deutscher Geodät. Er ist Professor für Ingenieurgeodäsie an der Technischen Universität München.

## Leben
Christoph Holst kam durch seinen Vater, der ebenfalls Vermessungsingenieur war, mit der Geodäsie in Kontakt. Ab 2005 studierte er Geodäsie und Geoinformation an der Rheinischen Friedrich-Wilhelms-Universität Bonn; 2008 schloss er den Bachelor und 2010 den Master of Science ab. Anschließend war Holst als wissenschaftlicher Mitarbeiter am Institut für Geodäsie und Geoinformation seiner Alma Mater tätig. Nach fünf Jahren promovierte er über Analyse der Konfiguration bei der Approximation ungleichmäßig abgetasteter Oberflächen auf Basis von Nivellements und terrestrischen Laserscans zum Dr.-Ing. und war danach Leiter der Forschungsgruppe Laser Scanning and Surface Analyses der Bonner Universität.
Im November 2021 erhielt er den Ruf an den Lehrstuhl für Ingenieurgeodäsie der TU München als Nachfolger von Thomas Wunderlich.
Seit August 2021 lebt Holst in Höhenkirchen-Siegertsbrunn.
Holst ist Leiter des Arbeitskreises 8: Mobile und autonome Sensorsysteme des DVW – Gesellschaft für Geodäsie, Geoinformation und Landmanagement. Zuvor war er seit 2019 Mitglied im Arbeitskreis 4: Ingenieurgeodäsie. Außerdem sitzt er im Vorstandsrat des DVW Bayern.

## Auszeichnungen (Auswahl)
- 2019: GKGM-Preis der Gesellschaft zur Kalibrierung Geodätischer Messmittel e. V.[8]
- 2019: Lehrpreis der Rheinischen Friedrich-Wilhelms-Universität Bonn
- 2018: Wissenschaftspreis Geodäsie der Deutschen Geodätischen Kommission